# Program Phoenix
Program Phoenix (vietnamsky Chiến dịch Phụng Hoàng) byl navržen a koordinován americkou CIA během války ve Vietnamu v letech 1968 až 1972. Na programu se podílela americká armáda, jihovietnamská armáda a vojenští poradci australské armády. V roce 1970 byla CIA z programu odstavena a ten přešel pod iniciativu Civil Operations and Revolutionary Development Support (CORDS), kterou společně řídily vlády Jižního Vietnamu a Spojených států amerických.
Cílem programu bylo vyhledávat a potlačovat Národní frontu osvobození Jižního Vietnamu (Việt Cộng). A to prostřednictvím infiltrace, zatýkání, mučení, násilných vyslechů a atentátů. CIA ho popsala jako „soubor programů, jejichž cílem bylo zničit politickou infrastrukturu Vietkongu“. Program byl založen na myšlence, že akce severovietnamských sil vyžadovaly místní spolupráci od nebojového civilního obyvatelstva, které bylo označováno jako „infrastruktura VC“ a „politická složka“, jež údajně koordinovala povstání.
Během programu Phoenix došlo k „neutralizaci“ 81 740 lidí podezřelých z členství ve Vietkongu, z nichž 26 369 bylo zabito a zbytek se vzdal nebo byl zajat. Z těchto zabitých bylo 87 % připsáno konvenčním vojenským operacím jihovietnamských a amerických sil, zatímco zbývajících 13 % bylo připsáno agentům programu Phoenix.
Program byl kritizován z různých důvodů, včetně počtu zabitých civilistů, povahy programu (který kritici označili za „program civilních vražd“), používání mučení a dalších donucovacích metod a zneužívání programu pro osobní agendy. Nicméně program byl velmi úspěšný v potlačování politických a revolučních aktivit Vietkongu. Zveřejnění programu vedlo k významné kritice, včetně slyšení v americkém Kongresem, a CIA byla pod tlakem k jeho ukončení. Podobný program, Plán F-6, poté pokračoval v režii vlády Jižního Vietnamu.

## Pozadí
Po Ženevské konferenci z roku 1954 Severní Vietnam, obdobně jako Jižní Vietnam, zahájil kampaň na svou podporu v plánovaných volbách, jejichž vítěz měl vládnout znovusjednocené zemi. Severní Vietnam mobilizoval podporu mezi komunisty v Jižním Vietnamu, zatímco Jižní Vietnam s pomocí Spojených států amerických a CIA organizoval propagandistické a destabilizační kampaně (viz operace Passage to Freedom). Poté, co Američani dosadili do Jižního Vietnamu Ngô Ðình Diệma bylo zřejmé, že k slíbeným volbám nedojde. Z politicky aktivních severovietnamců, kteří v Jižním Vietnamu mobilizovali komunisty, se stali zárodky Národní fronty osvobození Jižního Vietnamu (Việt Cộng).
Po eskalaci zapojení Američanů do války ve Vietnamu se americké jednotky snažily rozbít infrastrukturu Vietkongu v Jižním Vietnamu. Odhadovali, že Vietkongu aktivně napomáhá 80 000 až 100 000 civilistů. Civilisté měli za úkol verbovat bojovníky do Vietkongu, sbírat informace, pomáhat s logistikou, rozšiřovat politickou indoktrinaci a vést psychologickou válku. Vietkongu se podařilo obsadit odlehlé venkovské oblasti Jižního Vietnamu, kde silou odstavili místní správu a nahradili ji svými komunistickými kádry. Vesnice byly specificky vybírány tak, aby měly strategický význam a současně v nich existovala podpora vesničanů pro Vietkong či komunismus. Pokud se místní správa odmítla podřídit, byli dotyční uneseni do Severního Vietnamu na „politickou převýchovu“, případně zabiti.

## Historie
V květnu 1967 Spojené státy americké s Jižním Vietnamem založili koordinační iniciativu Civil Operations and Revolutionary Development Support (CORDS), pod kterou spadaly všechny „pacifikační operace“. V prosinci 1967 jihovietnamská vláda schválila program Phoenix (Phụng Hoàng), navržený CIA, který měl koordinovat všechny operace zaměřené proti infrastruktuře Vietkongu. V červenci 1968 nový prezident Nguyễn Văn Thiệu zahájil činnost programu Phụng Hoàng. Hlavními body programu bylo založení speciálních jednotek Provincial Reconnaissance Units (PRU) složených z Američanů a Jihovietnamců a poté založení regionálních detenčních center. V těchto centrech byly vyslýchány a mučeny podezřelé osoby, přičemž jednotky PRU měly povolení zabíjet podezřelé osoby, které mohly být členy Vietkongu. Pro uvězněné či zabité osoby se používal eufemismus „neutralizace“.
Detenční centra navrhl a vedl agent CIA Peer de Silva. Šlo o průkopníka vojenské strategie boje proti terorismu. Věřil, že nástroje boje mají být používány i proti civilistům, aby byli odstrašeni od napomáhání nepříteli.
Podle Douglase Valentina mezi metody mučení používané ve výslechových centrech patřily: „Znásilnění, hromadné znásilnění, znásilnění pomocí úhořů, hadů nebo tvrdých předmětů a znásilnění následované vraždou; elektrické šoky způsobené připevněním drátů ke genitáliím nebo jiným citlivým částem těla, jako je jazyk; „vodní léčba“; „letadlo“, při kterém byly vězni svázány paže za zády a lano přehozeno přes hák na stropě, čímž byl vězeň zavěšen ve vzduchu, načež byl zbit; bití gumovými hadicemi a biči; a používání policejních psů k zastrašování vězně.“
Mezi lety 1968 a 1972 program Phoenix oficiálně „neutralizoval“ (tj. uvěznil, přesvědčil k přeběhnutí nebo zabil) 81 740 lidí podezřelých z členství ve Vietkongu, z nichž 26 369 bylo zabito, zatímco Seymour Hersh napsal, že oficiální jihovietnamské statistiky odhadují, že bylo zabito 41 000 lidí. Mezi lety 1969 a 1971 byl program poměrně úspěšný při ničení infrastruktury Vietkongu. 87 procent zabitých v rámci programu bylo připsáno konvenčním vojenským operacím jihovietnamských a amerických sil; zbytek zabili agenti programu Phoenix.
Program byl oficiálně ukončen v roce 1972. Nicméně některé jeho obdoby pokračovaly až do pádu Jižního Vietnamu v roce 1975.